# Egeone (astronomia)
Egeone è un satellite naturale di Saturno. È conosciuto anche come Saturno LIII, e prima di ricevere il suo nome ufficiale era noto mediante la designazione provvisoria S/2008 S 1.
La sua scoperta è stata annunciata il 3 marzo 2009 da Carolyn Porco, del Cassini Imaging Science Team; le immagini fotografiche che hanno reso possibile l'individuazione del satellite erano state registrate il 15 agosto 2008.
Egeone orbita all'interno del segmento luminoso dell'anello G, di cui costituisce probabilmente una delle principali fonti. Il materiale deviato dall'interazione gravitazionale con il satellite si raccoglie in un arco luminoso prossimo all'estremità interna dell'anello, che quindi si diffonde fino a formare il resto dell'anello.
L'orbita di Egeone presenta una risonanza orbitale in rapporto di 7:6 con quella di Mimante; il fenomeno è all'origine di un'oscillazione pressappoco quadriennale di circa 4 km del semiasse maggiore della sua orbita.
Assumendo un'albedo pari a quella di Pallene, si può ritenere che Egeone presenti un diametro di circa mezzo chilometro.